# 刘家祠堂 (运城)
刘家祠堂位于中国山西省运城市盐湖区北城街道东留村解放北路天逸公园，原在解放路89号,为建于明代的古建筑。2015年6月8日，刘家祠堂公布为第二批运城市文物保护单位。